# Palacio de Justicia de Pamplona (antiguo)
El Palacio de Justicia de Pamplona antiguo, también llamado Palacio de la Audiencia, fue un edificio levantado de nueva planta a finales del siglo XIX, en el extremo occidental del Paseo de Sarasate, en el Primer Ensanche de Pamplona, para ser la sede de la audiencia provincial de Navarra, hasta 1996, y que, tras unas reformas, sirve de sede, desde 2002, del Parlamento de Navarra. El actual Palacio de Justicia de Pamplona (nuevo) está situado en el barrio de San Juan ocupando un edificio de nueva planta levantado en 1996 sobre un solar adyacente al ocupado por las antiguas instalaciones carcelarias de Pamplona ya desaparecidas desde su derribo en 2012.

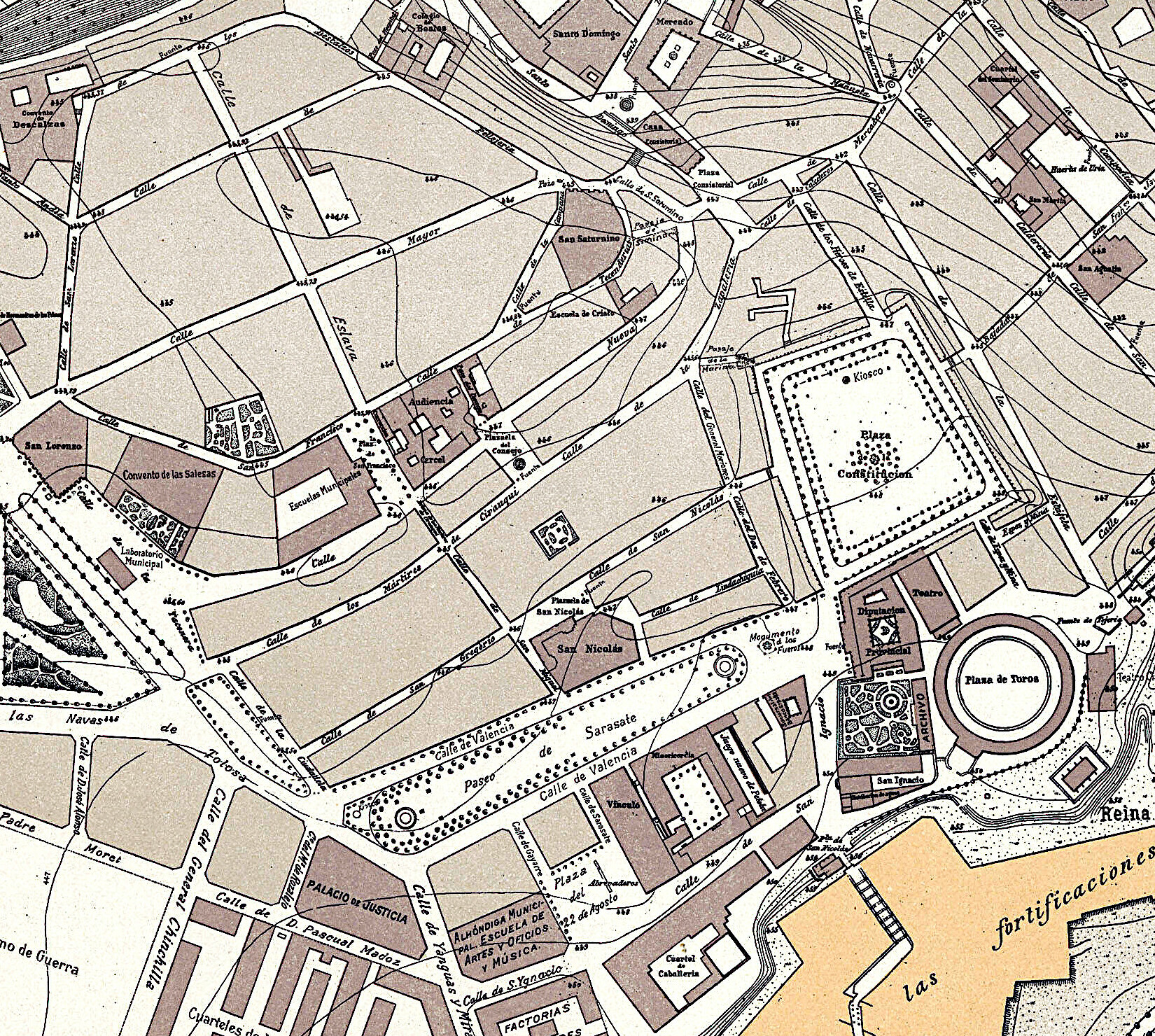
Detalle del Plano de Pamplona de 1882, elaborado por Dionisio Casañal y Zapatero donde se muestra la ubicación del nuevo "Palacio de Justicia" así como la antigua "Audiencia". Se observa la irregularidad de la parcela destinada al nuevo edificio.

## Historia

### La Administración de Justicia en Navarra
Durante el primer tercio del siglo XIX Navarra fue pasando paulatinamente de reino a una provincia más dentro del conjunto territorial de España. Nacidas las Audiencias Provinciales con la Constitución española aprobada en Cádiz (1812), en 1836 se creó la Audiencia Territorial correspondiente a Navarra. Hasta entonces en Navarra la administración de Justicia venía siendo ejercida por el Consejo Real de Navarray la Corte Mayor de Navarra que conformaban los llamados Tribunales Reales de Navarra. También hasta entonces venía actuando la Cámara de Comptos de Navarra con competencias judiciales en asuntos financieros. El Consejo Real ejercía como tribunal superior respecto a la Corte Mayor y a la Cámara de Comptos, y ante cuyas sentencias y dictámentes no cabían recursos ante otro tribunal.
Durante el Trienio Liberal, mediante un auto del 17 de marzo de 1820, el Consejo Real y la Corte Mayor fueron sustituidos por la Audiencia Territorial. Aunque la nueva audiencia se estableció el 8 de abril de ese año, la situación fue transitoria durante los tres años que duró esta etapa histórica española. Sin embargo, en 1833, fallecido Fernando VII, el nuevo régimen constitucional se restableció definitivamente, cristalizando formalmente en Navarra con el Real Decreto del 6 de marzo de 1836 que suprimía la Cámara de Comptos, mientras el 27 de agosto se establecía la nueva Audiencia Territorial en sustitución de la Corte Mayor y el Consejo Real.
La duración de la Audiencia Territorial de Navarra se prolongó en el tiempo hasta el 23 de mayo de 1989 cuyas competencias pasaron al Tribunal Superior de Justicia de Navarra, actualmente el máximo organismo judicial en Navarra, constituido acorde con la Constitución Española de 1978 y la Ley Orgánica de Reintegración y Amejoramiento del Fuero (1982).

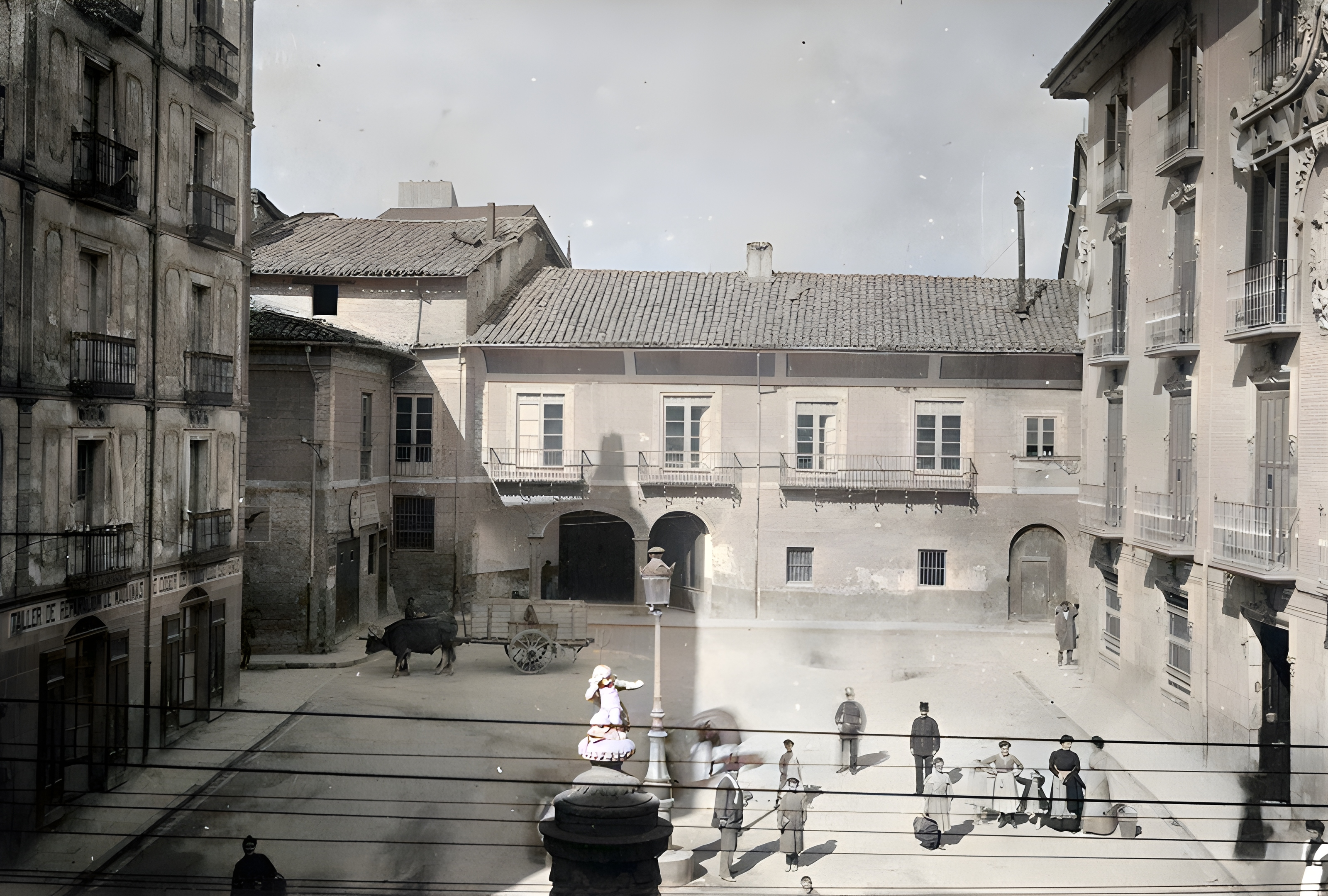
Antigua audiencia territorial y cárcel en la plaza del Consejo (Aquilino García Deán, La Avalancha, 8 de enero de 1910). Original conservado en el Archivo Municipal de Pamplona (sig. AMP001777)

### Sedes de la audiencia territorial

#### Plaza del Consejo

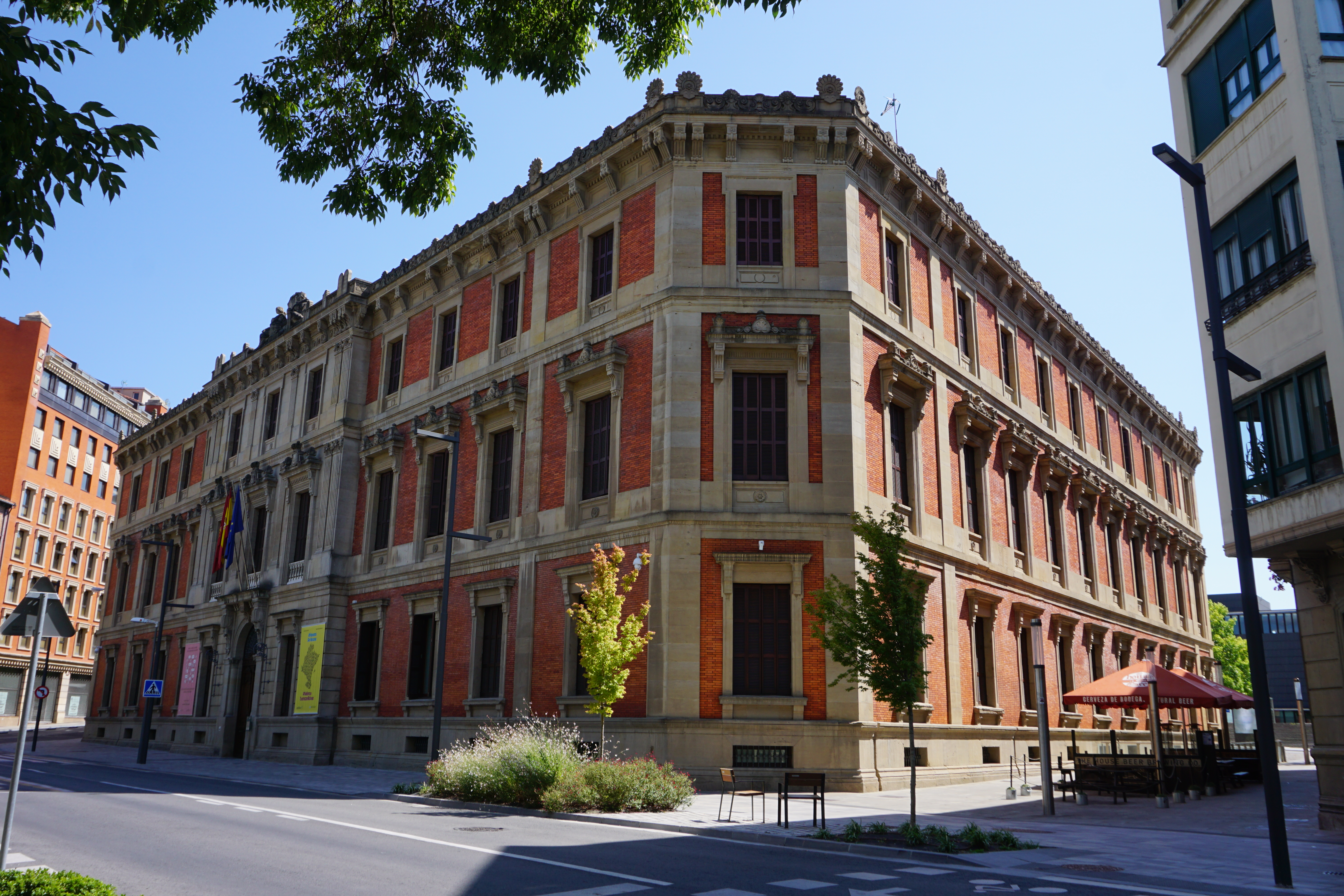
La sede del actual Parlamento de Navarra fue obra de Julián Arteaga.

Como continuadora del legado recibido de los tribunales anteriores existentes en Navarra, la nueva audiencia territorial ocupó el edificio existente en el espacio actualmente ocupado por la Plaza de San Francisco de Pamplona y el edificio de La Agrícola. En el mismo también se ubicaba la cárcel. El nombre aún permanece en la toponimia callejera urbana con la llama Plaza del Consejo (en referencia al Consejo Real), una plazuela situada entre las calles Zapatería y calle Nueva, delante del Palacio de los Condes de Guenduláin, un espacio a caballo entre la Población de San Nicolás y el Burgo de San Cernin. Un elemento urbano muy popular y característico situado en esta plazuela es la Fuente de Neptuno. En este edificio estuvo funcionando la audiencia hasta el 17 de junio de 1898. Según informaba en 1910 La Avalancha, el Ayuntamiento de Pamplona costeó la nueva obra y la cedió al Estado a cambio del antiguo (2 de diciembre de 1898) con intención de proceder a su demolición con sus adjuntos, la cárcel vieja y el depósito municipal que ocupaban en conjunto una superficie de 3.361,30 m2.

#### Primer ensanche
Ya existe constancia del estado ruinoso del edificio del Consejo Real en 1845 cuando se aborda desde el consistorio la necesidad de su traslado. En un primer momento se barajó el lugar ocupado por el Vínculo de Pamplona. Pero el inicial entusiasmo se enfrío hasta 1870; en esta fecha se baraja la opción de habilitar una casa particular como juzgado de primera instancia.
En 1886 fue el arquitecto municipal, Blas Iranzo, el encargado de «formación de planos y condiciones para el nuevo proyecto de un Palacio de Justicia.» La grave enfermedad de Iranzo llevó a traspasar el encargo al entonces joven arquitecto Ángel Goicoechea que «el 5 de mayo de 1888 presentó dos proyectos diferentes con sus correspondientes presupuestos», pero, finalmente, se encargó un nuevo proyecto y la ejecución del trabajo fue encargado al arquitecto municipal Julián Arteaga Sáenz, que lo presentó en 1890. Las obras se iniciaron en 1891 y fueron paralizadas en seguida por los impedimentos puestos por la Real Academia de Bellas Artes de San Fernando que exigió varias correcciones del proyecto. En 1894 se retomaron las obras que finalizarían en 1897.

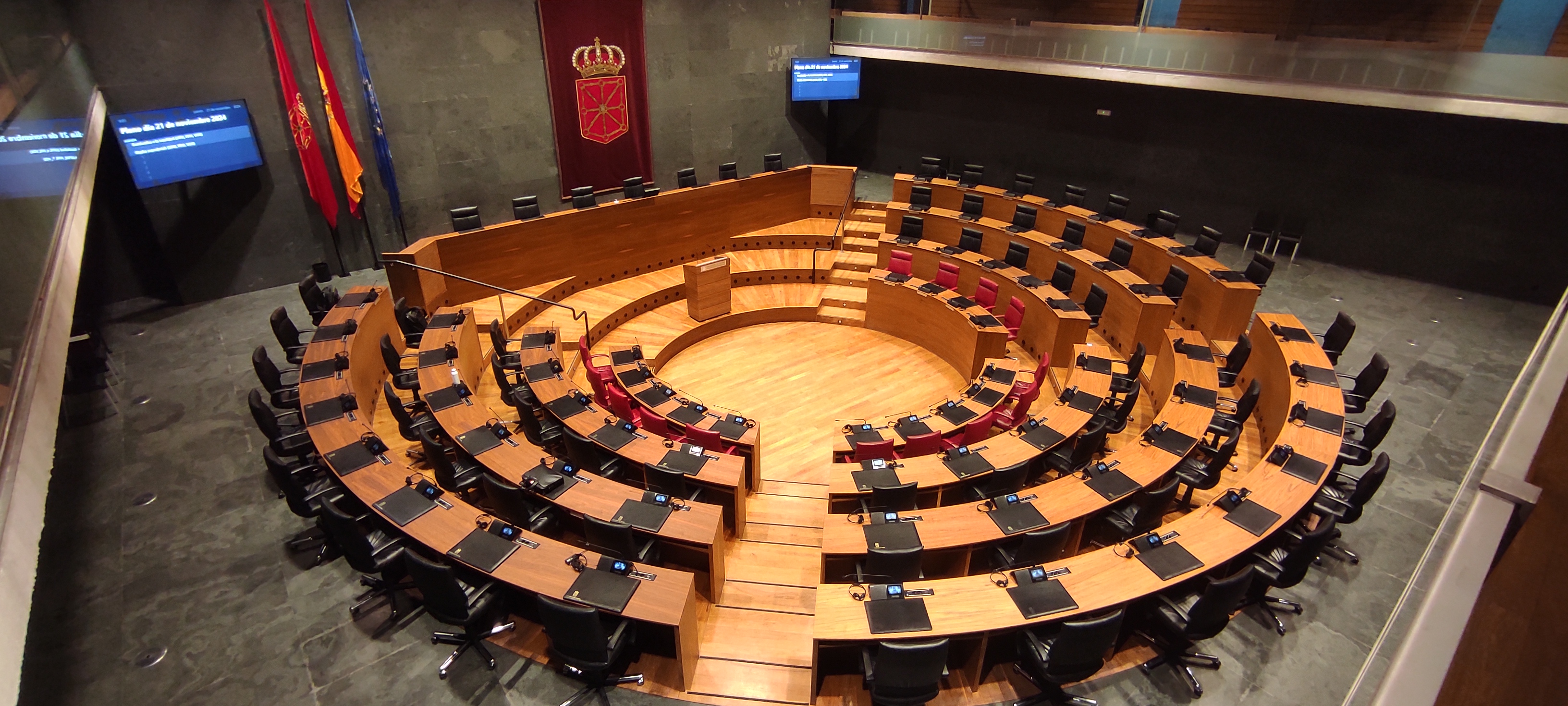
Interior del Parlamento de Navarra

### Sede parlamentaria
Este edificio fue funcionalmente sede de la audiencia provincial hasta 1996. Para su reutilización como sede parlamentaria se reformó el interior respetando las fachadas y la crujía perimetral. Estas obras se finalizaron para el 2002 y fueron proyectadas y ejecutadas por Juan Miguel Otxotorena Elícegui, Mariano González Presencio, Javier Pérez Herreras y José Vicente Valdenebro.
El edificio del Parlamento se encuentra situado desde 2002 en el reformado edificio del antiguo Palacio de Justicia, sede de la antigua audiencia provincial, en el Paseo de Sarasate del Primer Ensanche de Pamplona. Anteriormente, la sede parlamentaria estuvo ubicado en el Palacio de la Diputación Foral de Navarra en su entrada por la avenida de Carlos III, situado en el mismo paseo y enfrentado a este, mientras la sede administrativa del Parlamento de Navarra ocupaba unas oficinas de nueva planta levantadas en la calle Emilio Arrieta número 12, instalaciones actualmente ocupadas por la figura del Defensor del Pueblo de Navarra.

## Descripción
Este edificio fue la única construcción civil de carácter oficial que se levantó en el Primer Ensanche. Cierra el Paseo de Sarasate y se encuentra en frente al Palacio de Navarra al otro extremo del mismo. La parcela es irregular por lo que las fachadas tienen distintas dimensiones y está formado por tres plantas con grandes ventanales y combinación del ladrillo rojo y la piedra ocre de Tafalla. El cuerpo principal se acerca al clasicismo con empleo exclusivo de la piedra, mientras que los frontis secundarios están próximos al Eclecticismo.
Mientras desempeñó su función judicial, la primera planta estaba en el piso principal y tenía una sala grande para reuniones del tribunal, además de dos salas de justicia (civil y criminal).
La crujía perimetral está ocupada por las oficinas, salas de reuniones, despachos y servicios. El vestíbulo y la cámara, de planta trapezoidal, ocupan el patio. El vestíbulo de gran tamaño está techado por un plano de vidrio casi horizontal por lo que tiene mucha luminosidad. Las fachadas interiores del patio, además de su suelo son todas de vidrio con aspecto de modernidad que contrasta con las fachadas exteriores.